# Милиус, Карл Иванович
Карл Иванович Милиус (1767—1844) — российский врач и минералог, доктор медицины, статский советник, директор Санкт-Петербургского минералогического общества.

## Биография
Родился в 1767 году в Лифляндии в семье лютеранского пастора.
Окончил Рижскую гимназию, затем обучался в Германии, получил в 1789 году диплом доктора медицины Йенского университета.
С 1791 года — городовой врач города Нарвы.
С 1793 года — врач в Симбирском наместничестве, а после — уездный врач города Кеми.
С 1797 года — врач на Александровском заводе в городе Петрозаводске.
В 1798 году участвовал в ликвидации эпидемии тифа в Олонецком уезде.
С 1802 года — инспектор Олонецкой врачебной управы.
С 1804 года — главный врач Ревельского морского госпиталя.
С 1813 года — главный доктор и медицинский инспектор Санкт-Петербургского порта.
За успешной лечение злокачественных горячек (первые опыты гидротерапии в России) при помощи холодных ванн утверждён членом медицинского совета при Министерств народного просвещения.
С 1817 года — главный врач Кронштадтского морского госпиталя.
С 1828 года уволен в отставку.
Был одним из основателей Санкт-Петербургского императорского минералогического общества, а с марта по апрель 1827 года — его директором.
Им были пожертвованы для общества коллекция минералов, собранных в Олонецкой губернии и друзы аметистов с Волчьего острова на Онежском озере.